# Rososz (rejon mukaczewski)
Rososz (ukr. Росош) – wieś na Ukrainie, w obwodzie zakarpackim, w rejonie mukaczewskim, w hromadzie Swalawa, nad Dusynką. W 2001 roku liczyła 2250 mieszkańców.